# Eliot Noyes

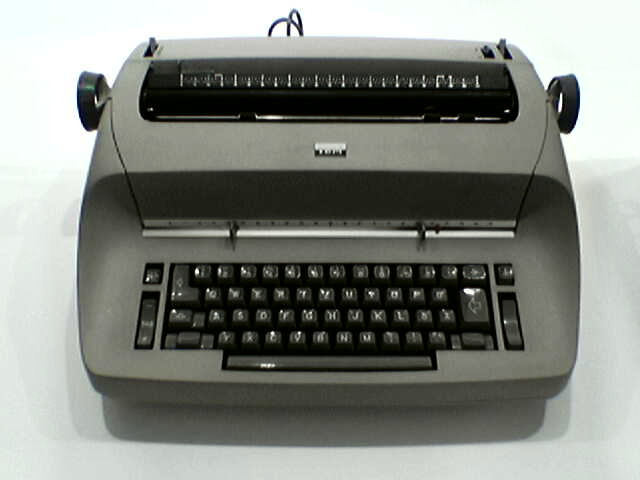
IBM Selectric

Eliot Fette Noyes (12 de agosto de 1910 – 18 de julio de 1977) fue una  capacitado arquitecto y diseñador industrial estadounidense formado en Harvard, quien trabajó en proyectos para IBM, en particular la máquina de escribir IBM Selectric y el Centro de Investigación Aeroespacial de IBM en Los Ángeles, California. Noyes, también fue un pionero en el desarrollo integral de toda la empresa en el diseño de los programas que integran la estrategia de diseño y estrategia de negocio. Noyes trabajó en las imágenes corporativas de IBM, Mobil Oil, Motor Cummins y Westinghouse.

## Formación
Eliot Noyes nació en Boston, Massachusetts. Poco después de su nacimiento, Noyes se mudó a Colorado, donde residió hasta los siete años. En este punto, Noyes y su familia se mudaron a Cambridge, Massachusetts. El padre de Noyes enseñó inglés en la Universidad de Harvard y su madre fue una pianista consumada. No siempre se fijó en la arquitectura. Como adolescente, contemplaba seriamente convertirse en pintor; sin embargo a la edad de 19 años, tenía su mente puesta en la arquitectura. 
Se matriculó por primera vez en la Universidad de Harvard en 1932 para obtener una licenciatura en Clásicas. La experiencia de Noyes en Harvard fue diferente a los otros cuatro miembros del Harvard Five. Cuando llegó a Harvard, la escuela aún estaba bajo la influencia del movimiento de arquitectura Beaux-Arts, sin apenas sentir la influencia modernista que recibieron los otros cuatro. Sin embargo, después de reunirse con el profesor invitado Le Corbusier en la biblioteca de la escuela, su perspectiva arquitectónica cambió por completo. Se inspiró en el trabajo de Le Corbusier e investigó a la Bauhaus. En su primer año en Harvard, viajó a Irán para una expedición arqueológica. Al regresar a la escuela, Noyes descubrió que Harvard había sufrido una revolución completa. Gropius y Breuer ya habían llegado allí, y con ellos vino un nuevo espíritu modernista en la escuela. En 1938 se licenció en arquitectura en la Harvard Graduate School of Design.
Mientras estaba en Harvard, Noyes también fue miembro del club de vuelo de Harvard y voló en el nuevo planeador Schweizer Aircraft SGU1-7 del club.

## Carrera
Después de graduarse con su maestría en arquitectura en 1938, Noyes se unió a la firma de Walter Gropius y Marcel Breuer en Cambridge, Massachusetts. De 1939 a 1946, Noyes trabajó en el Museo de Arte Moderno (MoMA) de la ciudad de Nueva York como director de diseño industrial. Se despidió del MoMA durante la Segunda Guerra Mundial para establecer un programa para explorar los posibles usos de los planeadores por parte de la Fuerza Aérea del Ejército. Más tarde se desempeñó como diseñador industrial para Norman Bel Geddes and Co. En 1967 fue admitido en la Academia Nacional.

## Trabajos
La primera casa diseñada por Noyes, construida en 1941, fue la Casa Jackson en Dover, MA. Esta fue seguido en 1950 por las Tallman House y Bremer House en New Canaan. Residiendo en New Canaan durante 30 años, diseñó más edificios residenciales, como Ault House (1951), Weeks House (1953) y Noyes House (1955). En 1953 diseñó casas burbuja que se construyeron el año siguiente en Hobe Sound, Florida. Uno de sus diseños más notables fue la Biblioteca Wilton (1974) en la ciudad vecina de Wilton, Connecticut. Su residencia en New Canaan, Connecticut, es considerada como una pieza importante de la arquitectura modernista.
Noyes pasó veintiún años trabajando como director de diseño para IBM, diseñando la máquina de escribir IBM Selectric en 1961 y muchos otros productos, y también asesoró al personal de diseño interno de IBM. Antes de su trabajo en Selectric, Noyes fue encargado en 1956 por Thomas J. Watson, Jr. para crear el primer programa de diseño corporativo de IBM. De hecho, estos esfuerzos influyentes, en los que Noyes colaboró con Paul Rand y Charles Eames, han sido referidos como el primer programa de diseño integral en las empresas estadounidenses. IBM encargó regularmente a Noyes el diseño de diversos productos y edificios para la corporación. Los más famosos y conocidos de estos edificios son el edificio de IBM en Garden City, Nueva York (1966), el Edificio aeroespacial de IBM en Los Ángeles, California (1964), el IBM Pavilion Hemisfair en San Antonio, Texas (1968), y el IBM Management Development Center en Armonk, Nueva York (1980). Noyes también seleccionó a otros arquitectos notables como Mies van der Rohe, Eero Saarinen, Marco Zanuso y Marcel Breuer para diseñar edificios de IBM en todo el mundo.
Noyes también rediseñó el aspecto estándar de todas las estaciones de gasolina de Mobil durante la década de 1960 (y contrató a la firma de diseño gráfico Chermayeff & Geismar para rediseñar el logotipo de Mobil). 

## Filosofía de diseño

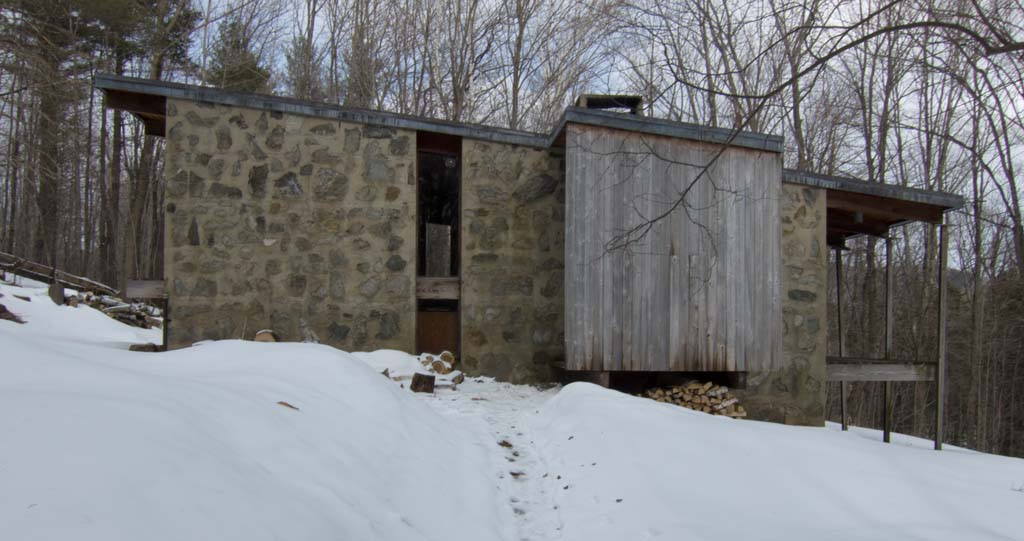
Chalet de montaña diseñado y construido por Noyes cerca de Killington, Vermont

Noyes fue notable entre los arquitectos del siglo XX, en la historia de la arquitectura estadounidense (1910-1977). Fue miembro de los Cinco de Harvard, un grupo de arquitectos modernos que practicaban en New Canaan, Connecticut. Noyes comenzó su carrera trabajando para Walter Gropius, y en la década de 1940 tuvo un papel decisivo en la promoción de los primeros trabajos de Charles Eames y Eero Saarinen como responsable de diseño industrial en el Museo de Arte Moderno de Nueva York. Un ejemplo de esto fue el concurso MoMA Organic Design in Home Furnishings, que fue publicado en un libro por el museo.
Noyes creía que cada región de los Estados Unidos tiene edificios inspirados en el clima. Era un firme defensor del estilo funcional moderno y su trabajo estaba firmemente basado en la tradición de Gropius, Breuer y Le Corbusier. Abogó por la simplicidad de la forma y la verdad a la naturaleza de los materiales que se ve particularmente en sus casas. Fue responsable de muchos arquetipos residenciales y comerciales. 
Del mismo modo, la filosofía del programa de diseño corporativo de Noyes era garantizar que el diseño expresara la verdadera esencia de liderazgo de la empresa y la tecnología incorporada con formas nuevas y apropiadas. Su enfoque fue mucho más allá de un típico proyecto de identidad corporativa. El logro de la armonía entre la estrategia de diseño y la estrategia comercial fue el sello distintivo del trabajo de Noyes con IBM y otras compañías que la siguieron. Los diseños residenciales e industriales de Noyes lo convirtieron en un líder en los campos de la arquitectura estadounidense de posguerra y el diseño industrial integrado.

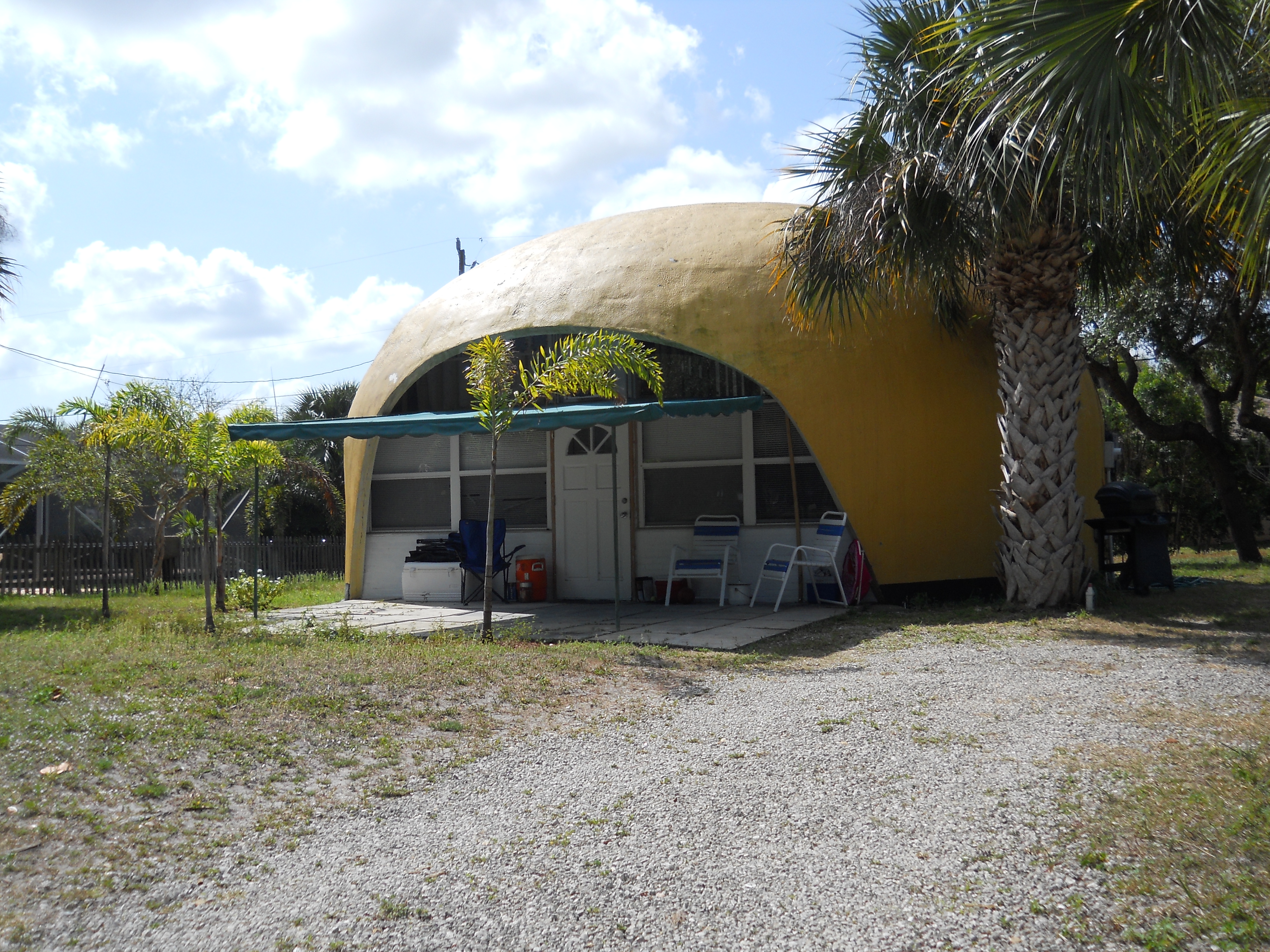
Bubble House en Hobe Sound

La Escuela Superior de Diseño de Harvard ha establecido una cátedra, llamada "Eliot Noyes Professor of Architectural Theory".

## Vida personal
Noyes se casó con la arquitecta Mary "Molly" Duncan Weed (1915-2010) que creó gran parte del trabajo de diseño de interiores en los proyectos de Noyes. Tuvieron cuatro hijos, entre ellos el arquitecto Frederick Noyes y el animador Eli Noyes.

## Citas
- "Los detalles deben jugar su parte en relación con el concepto general y el carácter del edificio, y son los medios por los cuales el arquitecto puede subrayar su idea principal, reforzarla, repetirla, intensificarla o dramatizarla".[10]
- "Una cosa en la que no voy a convertirme es en un tipo al que se llama para cambiar la expresión de la imagen corporativa colgando pinturas abstractas en las paredes de la oficina".[7]

## Leer también
- Eliot Noyes: A Pioneer of Design and Architecture in the Age of American Modernism. Phaidon. 2006. ISBN 9780714843506.